# مقاطعة بويسي (أيداهو)
مقاطعة بويسي (بالإنجليزية: Boise County)‏ هي إحدى مقاطعات ولاية أيداهو في الولايات المتحدة الأمريكية.